# Fehllippenbach
Das Fehllippenbach ist ein rund 1,4 Kilometer langer, linker Nebenfluss des Lusenbaches in der Steiermark. Es entspringt südsüdöstlich des Hauptortes von Hitzendorf, nordwestlich des Ortsteiles Attendorfberg und westlich des Hofes Haller und fließt einen flachen Rechtsbogen insgesamt nach Südwesten. Südsüdöstlich des Ortes Hitzendorf, südlich der Rotte Mayersdorf und nördlich der Maiersdorfmühle mündet er etwas westlich der L336 in den Lusenbach, welcher bald danach nach rechts abknickt.